# Ljubica Tomić Kovač
Ljubica Tomić Kovač (Sarajevo, 12. studenog 1936. – 6. studenog 2017.) je hrvatska i bosanskohercegovačka književna povjesničarka. Osnovnu školu i II. žensku gimnaziju završila je u Sarajevu, gdje je i diplomirala na Filozofskom fakultetu (grupa:jugoslavenske književnosti i hrvatsko-srpski jezik) i doktorirala s temom: Književno djelo Borivoja Jeftića. Kao znanstveni suradnik, a potom kao znanstveni savjetnik, radni vijek provela u Institutu za književnost u Sarajevu. Bavila se književnom poviješću, poglavito proučavanjem književnoga nasljeđa Bosne i Hercegovine iz razdoblja austrougarske uprave. Bila glavna i odgovorna urednica znanstvene publikacije Godišnjak Instituta za književnost BiH.

## Djela
- Zora (književnopovijesna monografija, 1971.)
- Književno djelo Borivoja Jeftića (studija, 1983.)
- Poezija austrougarskog perioda (studija, 1991.)